# Aitor Paredes
Aitor Paredes Casamichana (Bilbao, 29 april 2000) is een Spaans voetballer die doorgaans speelt als centrale verdediger. In augustus 2022 debuteerde hij voor Athletic Club.

## Clubcarrière
Paredes speelde in de jeugd van Etorkisun en kwam in 2010 terecht in de opleiding van Athletic Club. In de seizoenen tussen 2018 en 2022 was hij achtereenvolgens actief voor het derde en tweede elftal van de club. In mei 2021 tekende hij een nieuw contract, tot medio 2025. Zijn debuut in het eerste elftal volgde op 29 augustus 2022. Op die dag werd in de Primera División gespeeld tegen Cádiz. Gorka Guruzeta scoorde tweemaal en door additionele treffers van Iñaki Williams en Álex Berenguer won Athletic met 0–4. Paredes moest van coach Ernesto Valverde op de bank beginnen en hij mocht twee minuten voor het einde van de reguliere speeltijd invallen voor Iñigo Lekue.
Vanaf het begin van het seizoen 2023/24 vormde Paredes een duo met Daniel Vivian in het centrum van de defensie. Gedurende deze jaargang kwam hij voor het eerst tot scoren voor Athletic. Op 4 januari 2024 besliste hij de uitslag tijdens de uitwedstrijd bij Sevilla op 0–2 nadat Mikel Vesga de score had geopend. Het contract van Paredes werd in maart opengebroken en verlengd tot medio 2029. Athletic won een maand later de finale van de Copa del Rey tegen RCD Mallorca. Dit was de eerste bekerwinst voor de club sinds 1984.

## Clubstatistieken
| Seizoen | Club            | Competitie         | Competitie | Competitie | Beker | Beker | Internationaal | Internationaal | Totaal | Totaal |
| Seizoen | Club            | Competitie         | Wed.       | Dlp.       | Wed.  | Dlp.  | Wed.           | Dlp.           | Wed.   | Dlp.   |
| ------- | --------------- | ------------------ | ---------- | ---------- | ----- | ----- | -------------- | -------------- | ------ | ------ |
| 2018/19 | CD Baskonia     | Tercera División   | 29         | 2          | —     | —     | —              | —              | 29     | 2      |
| 2019/20 | CD Baskonia     | Tercera División   | 21         | 0          | —     | —     | —              | —              | 21     | 0      |
| 2019/20 | Bilbao Athletic | Segunda División B | 7          | 0          | —     | —     | —              | —              | 7      | 0      |
| 2020/21 | Bilbao Athletic | Segunda División B | 18         | 1          | —     | —     | —              | —              | 18     | 1      |
| 2021/22 | Bilbao Athletic | Segunda División B | 30         | 3          | —     | —     | —              | —              | 30     | 3      |
| 2022/23 | Athletic Club   | Primera División   | 16         | 0          | 1     | 0     | —              | —              | 17     | 0      |
| 2023/24 | Athletic Club   | Primera División   | 34         | 1          | 6     | 0     | —              | —              | 40     | 1      |
| 2024/25 | Athletic Club   | Primera División   | 5          | 1          | 0     | 0     | 2              | 1              | 7      | 2      |
| Totaal  | Totaal          | Totaal             | 160        | 8          | 7     | 0     | 2              | 1              | 169    | 9      |

Bijgewerkt op 8 oktober 2024.

## Erelijst
| Copa del Rey | 1 | 2023/24 |